# Ohlenbüttel
Ohlenbüttel est un village du quartier de Rade de la commune allemande de Neu Wulmstorf, dans l'arrondissement de Harbourg, Land de Basse-Saxe.

## Histoire
Ohlenbüttel est mentionné pour la première fois en 1105.
Ohlenbüttel participe à la fondation de l'Einheitsgemeinde de Neu Wulmstorf le 1er juillet 1972.

## Infrastructures
Ohlenbüttel se situe sur la Bundesstraße 3.

## Source, notes et références
- (de) Cet article est partiellement ou en totalité issu de l’article de Wikipédia en allemand intitulé « Ohlenbüttel » (voir la liste des auteurs).